# Windows Me
Windows Millennium Edition (kodnamn Millennium), även känt som Windows Me eller Windows ME, är ett MS-DOS-baserat operativsystem utvecklat av Microsoft. Operativsystemet blev tillgängligt på marknaden den 14 september 2000. Windows ME var det sista operativsystemet baserat på Windows 95-kärnan och dess skalprogram. Windows ME är ett 16-bitars/32-bitars hybridgrafiskt operativsystem.  
Windows ME var efterträdaren till Windows 98 och utvecklingen av systemet var färdigställt den 8 juni 2000 och utan någon riktig efterträdare, systemet var det sista som byggde på MS-DOS. Windows ME släpptes först till datortillverkare, tillverkningsindustrin, tillverkare av mjukvara, företagskunder och detaljhandelskanaler den 19 juni 2000 och nådde en allmän detaljhandel den 14 september 2000 (på alla språk).
Windows ME var Microsofts operativsystem avsett för hemanvändare och var i stort sett en ansiktslyftning av Windows 98 SE men med utökat stöd för Universal Plug and Play.
Windows ME kom att ersättas av Windows XP Home Edition. Därefter 2002 bestämde sig Microsoft för att inte satsa på Windows Millennium och inte heller lägga fokus på ett enda Service Pack till kunderna som fortfarande körde ME. Kunderna uppmanades att uppgradera till Windows XP. Redan år 2004 började Windows Millennium försvagas och blev då i stort sett otillgängligt på marknaden både på internethandel och i PC-butiker.

## Nyheter
En nyhet var "PC-Hälsa" för skydd av systemfiler, skyddet gjorde att de ursprungliga systemfilerna inte kunde bli överskrivna vilket medförde problem när man skulle uppdatera en systemfil. I Windows ME finns dekomprimeringsfunktioner för ZIP-filer inbyggt. En annan nyhet var att man kan ställa in så att endast de genvägar som oftast används på Start-menyn visas.
- Systemåterställning - Systemverktyget Systemåterställning var Windows ME först med och är ett verktyg som gör det möjligt för användaren att återställa datorn till en tidigare tidpunkt.[3] Systemåterställning kan användas för att ångra skadliga ändringar eller för att återställa tidigare inställningar på datorn. Systemåterställning arbetar helt i bakgrunden och övervakar ändringar i systemfiler i Windows och registret.
- Universal Plug and Play - Windows ME var Microsofts första operativsystem som hade stöd för Universal Plug and Play (UPnP).[4] Windows ME var fullt kompatibelt med USB 2.0.[5]
- Windows Image Acquisition - Windows ME introducerade också stöd för programmeringsgränssnittet Windows Image Acquisition, en metod för att förenkla kommunikationen med enheter som till exempel digitalkameror och scanners.
- Windows Movie Maker - ett program för enklare videoredigering som främst är avsett för hemanvändare.
- Windows DVD-spelare - Microsoft har inkluderat en omarbetad version av sin DVD-spelare i Windows ME.[6] Till skillnad från Windows 98-versionen stöder den nya Windows ME programvaruavkodning för uppspelning av DVD-filmer utan ett särskilt dekoderkort.
- Automatiska uppdateringar - Verktyget Automatiska uppdateringar laddar automatiskt ner och installerar kritiska uppdateringar från Windows Update. Detta sker nästan helt utan användarinteraktion.
- Systemfilsskydd - Systemfilsskydd är en funktion som skyddar systemfiler från ändringar och borttagning. Om filskyddet är aktiverat ersätter Windows automatiskt en modifierad eller borttagen systemfil med en kopia av den ursprungliga filen.
- Förhandsgranskning - i Windows ME kan bilder visas med hjälp av bildgranskningsverktyget. Det tillåter användare att rotera, skriva ut eller zooma in/ut en bild. Förhandsgranskning stöder bilder med filformaten BMP, DIB, EMF, GIF, JPEG, PNG, TIF och WMF. Mappen Mina bilder integrerar förhandsgranskning av bilderna.
- Spel - Windows Me innehåller version 7.1 av DirectX API som införde DirectPlay Voice, och erbjuder även flera nya spel: Internet Backgammon, Internet dam, Internet Hearts, Internet Reversi, Internet spader. Det innehåller också Spindelharpan från Plus! 98 och Pinball från Plus! för Windows 95. Den senaste versionen av DirectX för Windows ME är DirectX 9.0c, som släpptes den 7 april 2006.

## Medföljande program
- Internet Explorer 5.5, kan uppgraderas till Internet Explorer 6 SP1. Windows ME kunde även köra Opera 10.63
- Outlook Express 5.5
- Microsoft Paint
- Kalkylatorn
- Anteckningar
- NetMeeting
- Windows Media Player 7.0, kan uppgraderas till Windows Media Player 9
- Windows Messenger service
- Windows Movie Maker 1.0
- WordPad
- DirectX 7, kan uppgraderas till DirectX 9.0C

## Historia
Millennium fick bli ett 16/32 bitars OS precis som Windows 98.
Den 23 juli 1999 släpptes Millennium Developer Release, liknade till stor del Windows 98 (men hade det tema som förekommer i Windows 2000).

### Betaversioner
- Beta 1 i september 1999. Innehöll många nya funktioner bl.a: SystemRestore, Auto Update, Systemfile Protection och Universal Plug and Play support.

- Beta 2 (slutet av år 1999) hade nästan alla färdiga funktioner, nyheter och program däribland ett tidigt bygge av Windows Movie Maker. I bygget introducerades den nya Windows ME-startskärmen och ett nytt eget tema. Planerna var att ha ett färdigt RTM i mars 2000 för möjliggöra en lansering av enbart operativsystemet den 26 maj samma år.

Planerna ändrades då man uppgraderade Windows Media Player. Dock gjorde en hel del buggar att man blev tvungen att släppa flera interna byggen åt beta 3, detta tog hela april. Release candidates kom igång i maj 2000 och den 8 juni 2000 var slutligen RTM klart (RTM: Build 4.90.3000/8 juni 2000). En lansering för att kunna köpa loss Windows ME fördröjdes till den 14 september 2000. 

## Kritik
Windows ME innehöll också några prestandaförbättringar. Men Windows Me fick kritik, till exempel var åtkomsten till MS-DOS realläge begränsat för att möjliggöra snabbare Windows-uppstart. De gamla DOS-filerna AUTOEXEC.BAT och CONFIG.SYS läses inte in vid start som tidigare var fallet. Detta innebar dock att program som krävde MS-DOS realläge inte fungerade i Windows ME. 
Dock gick det fortfarande att starta en dator med Windows ME i DOS-läge genom att skapa en MS-DOS-startdiskett.
I en artikel i PC World dubbades Windows ME till "Mistake Edition" och placerades på 4:e plats för "The 25 Worst Tech Products of All Time".

Anledningen var dess instabilitet på många enheter eftersom "blue screen" kunde förekomma ofta. Däremot var Windows Me stabilare på vissa HP Pavilion-datorer eftersom HP hade understött Windows Me med behövlig god kombination mellan maskinvara och drivrutiner. Instabiliteten i Me berodde på att Me fungerade som bäst vid enbart en viss kombination mellan en maskinvara och understöd av goda drivrutiner som Hewlett-Packard (HP) insåg, och med vissa HP Pavilion-datorer med HP fabriksskiva som kom med ME kunde man ändå få stabilt Millennium.
Drivrutiner har stor roll eftersom det har uppgiften att se till att maskinvaran fungerar tillsammans med operativsystemet, annars börjar maskinvara dra sig ifrån operativsystemet (Windows Me förlorar kontakt med maskinvaror och vad det behöver som till exempel grafik, minne och drifter för kunna hålla sig uppe och värdena till Me sjunker under vad som absolut måste finnas) och det är operativsystemet som tappar och kraschar till sist (blue screen).

## Systemkrav
|                      | Minimum (Absolut minsta värde)        | Rekommenderat                         |
| -------------------- | ------------------------------------- | ------------------------------------- |
| Processorhastighet   | Pentium 150 MHz                       | Pentium II 300 MHz                    |
| RAM-minne            | 20 MB RAM                             | 64 MB RAM eller mer                   |
| Grafikkort och skärm | VGA (640x480)                         | Super VGA (800x600)                   |
| Ledigt diskutrymme   | 320 MB                                | 2 GB                                  |
| Optiska enheter      | CD-ROM- eller DVD-läsare              | CD-ROM- eller DVD-läsare              |
| Inenheter            | Tangentbord och Datormus              | Tangentbord och Datormus              |
| Ljud                 | Ljudkort och högtalare eller hörlurar | Ljudkort och högtalare eller hörlurar |